# Jainismus
Der Jainismus (Aussprache [dʒaɪ̯ˈnɪsmʊs]) oder Dschainismus (zu Sanskrit जैन Jaina, m., „Anhänger des Jina“), auch Jinismus [dʒiˈnɪsmʊs] bzw. Dschinismus, ist eine in Indien beheimatete transtheistische Religion, die etwa im 6./5. Jahrhundert v. Chr. entstanden ist. Ein historisch fassbarer Verbreiter der jainistischen Lehre, nach Auffassung der Jainas aber ausdrücklich nicht ihr Begründer, war Mahavira (um 599–527 v. Chr.). 
Bekannt ist der Jainismus für das Ideal der Nichtverletzung von Lebewesen. Jainas ernähren sich so, dass keine Tiere dafür leiden oder sterben müssen und Pflanzen nur im unvermeidlichen Maß geschädigt werden.
Dem Jainismus gehörten 2001/02 etwa 4,4 Millionen Gläubige an, davon etwa 4,2 Millionen in Indien.

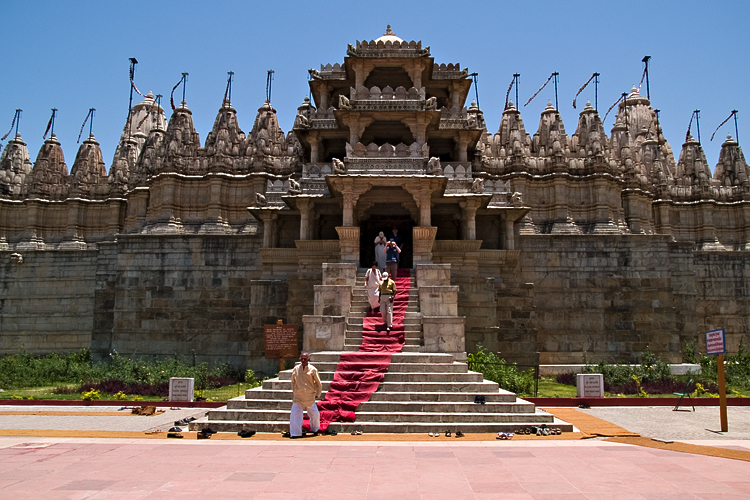
Adinath-Tempel in Ranakpur, Rajasthan, Indien

## Tirthankara

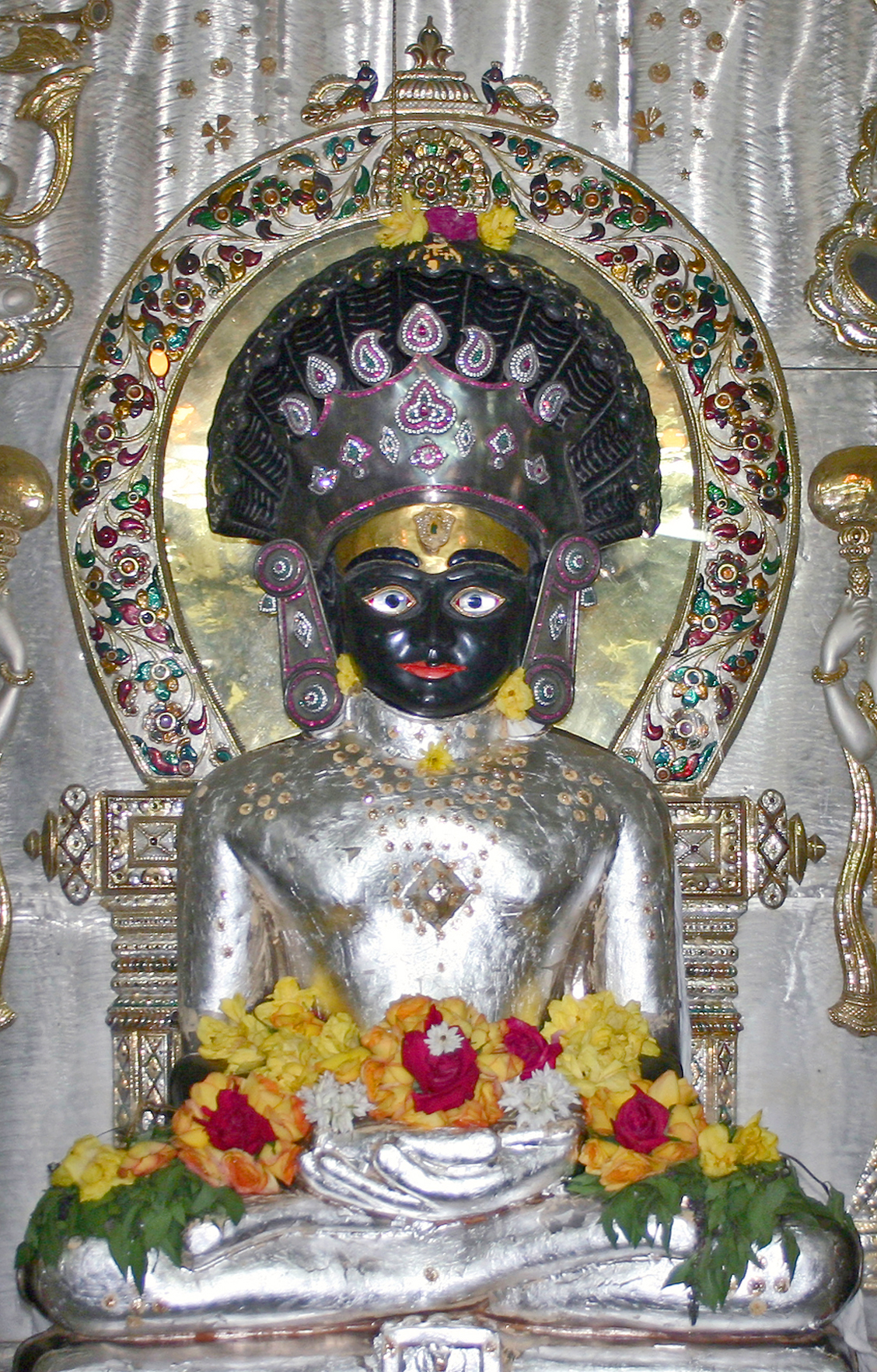
Tirthankara-Statue in einem Jain-Tempel in Mumbai (Bombay)

Die geistigen Führer des Jainismus werden als Tirthankaras („Furtbereiter“) bezeichnet, um ihre Funktion als Mittler zwischen der materiellen und der spirituellen Welt zu verdeutlichen. Von dem für Mahavira verwendeten Ehrentitel Jina („Sieger“) erhielt die Religion ihren Namen. Viele Tirthankaras werden auch mit der Ehrenbezeichnung arihant („Sieger“, „Bezwinger“) belegt. Im tamilischen Kulturkreis werden die Jainas als samanar (von Sanskrit श्रमण, śramaṇa) bezeichnet, was so viel bedeutet wie „Asket“, „Einsiedler“, „Mönch“ etc.
Das Kalpasutra, eine heilige Schrift der Jainas, verzeichnet 24 Tirthankaras. Die Geschichten von Rishabha, dem ersten Tirthankara, sowie von Neminatha, Parshvanata und Mahavira, den letzten drei Tirthankaras, sind in dieser Schrift ausführlicher geschildert. Nur die letzten beiden gelten als historische Persönlichkeiten. Mahavira (Sanskrit „der große Held“) begründete den Jainismus im 6. Jahrhundert v. Chr., während sein Vorgänger Parshvanata ca. 350 Jahre vorher gelebt haben soll.
Nach der dualistisch orientierten Vorstellung des Jainismus wechseln sich Zeitalter (Kalpa), in denen die menschlichen Tugenden und spirituellen Fähigkeiten wachsen, und solche des Niedergangs auf ewig ab. In jedem Zeitalter erscheinen 24 Tirthankaras. Das gegenwärtige Äon gilt als ein Zeitalter des Verfalls.

## Heiligtümer und Tempel

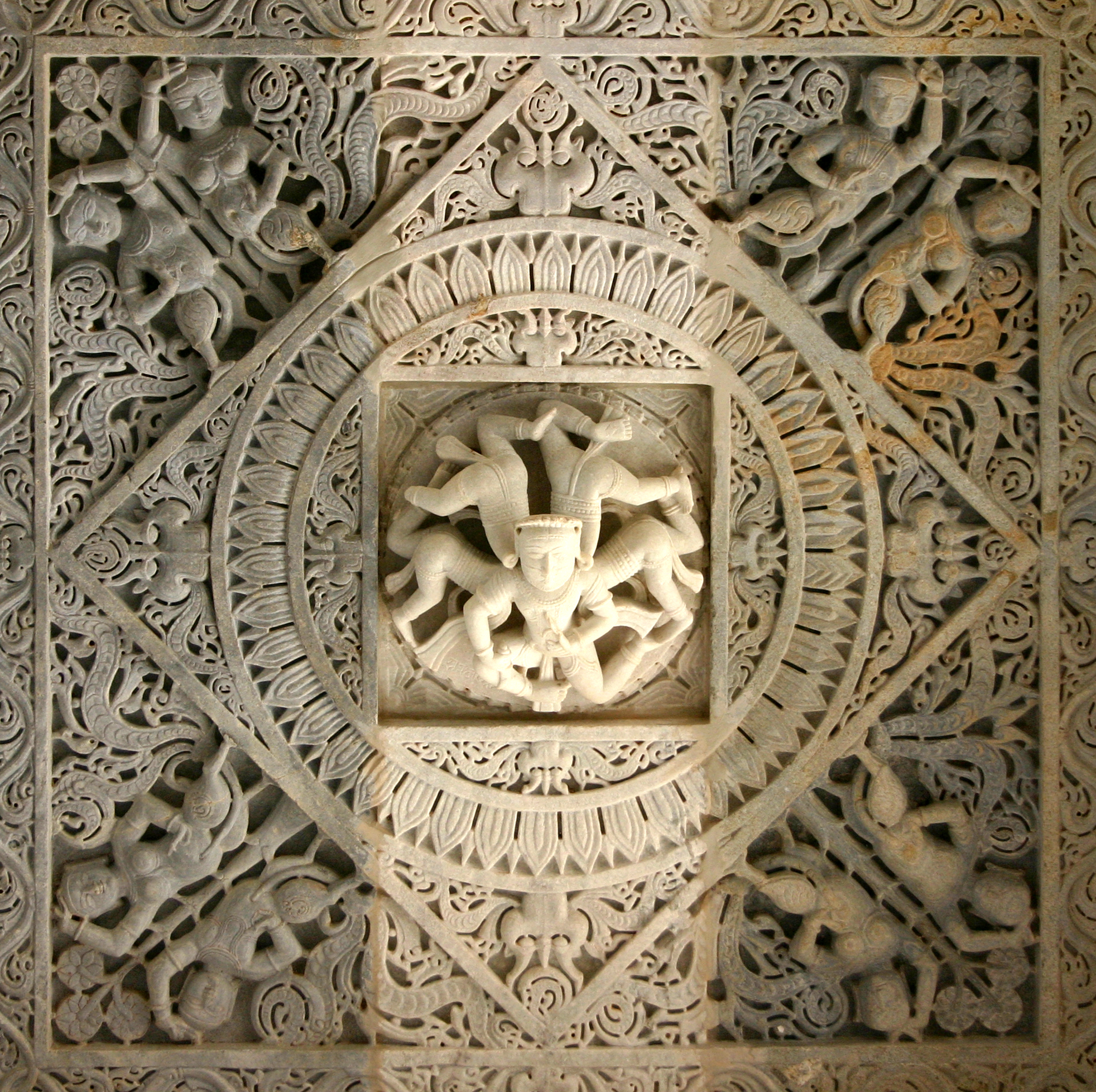
Marmorornament im Haupttempel in Ranakpur

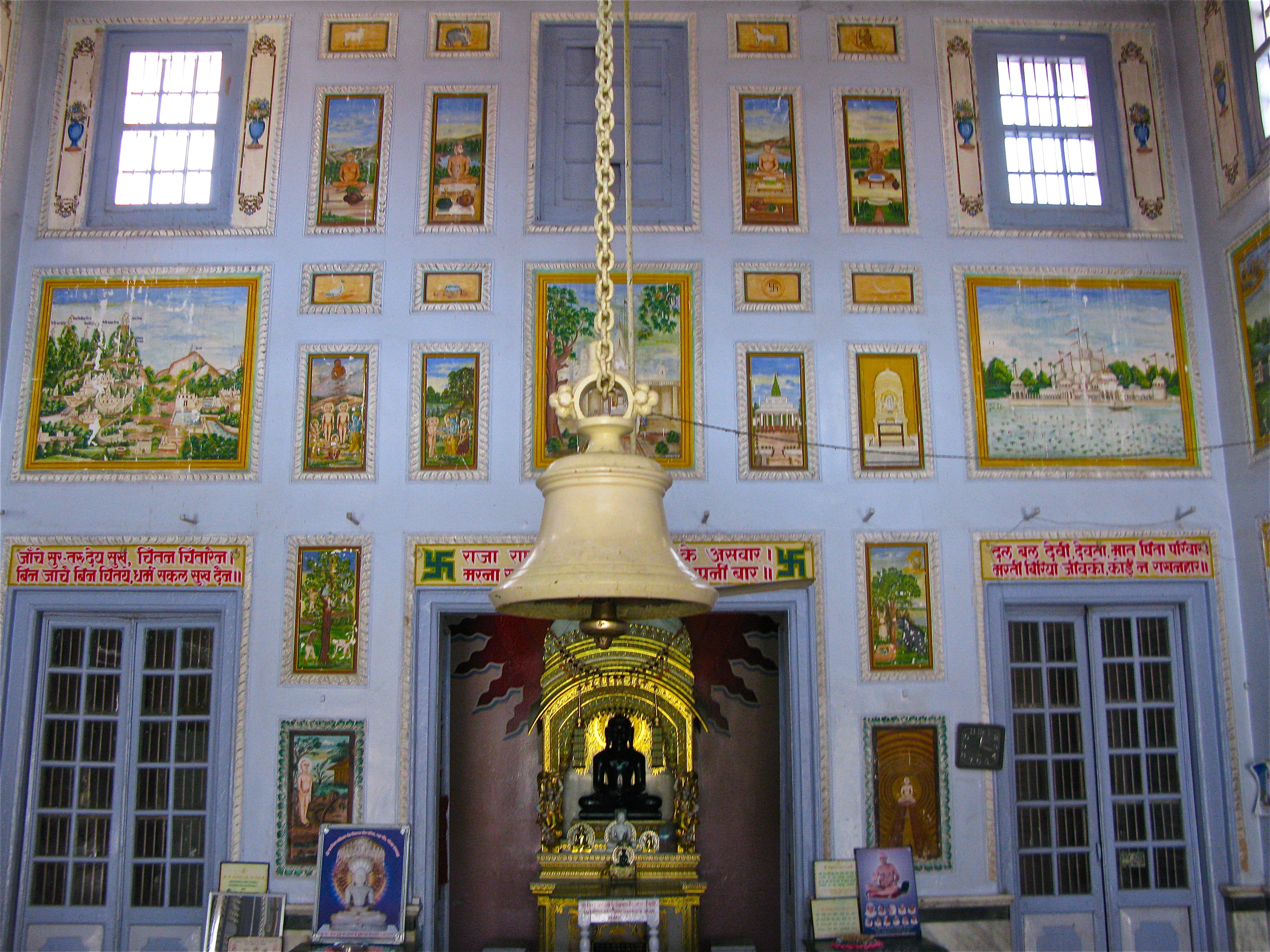
Innenansicht eines Jain-Tempels in Sarnath

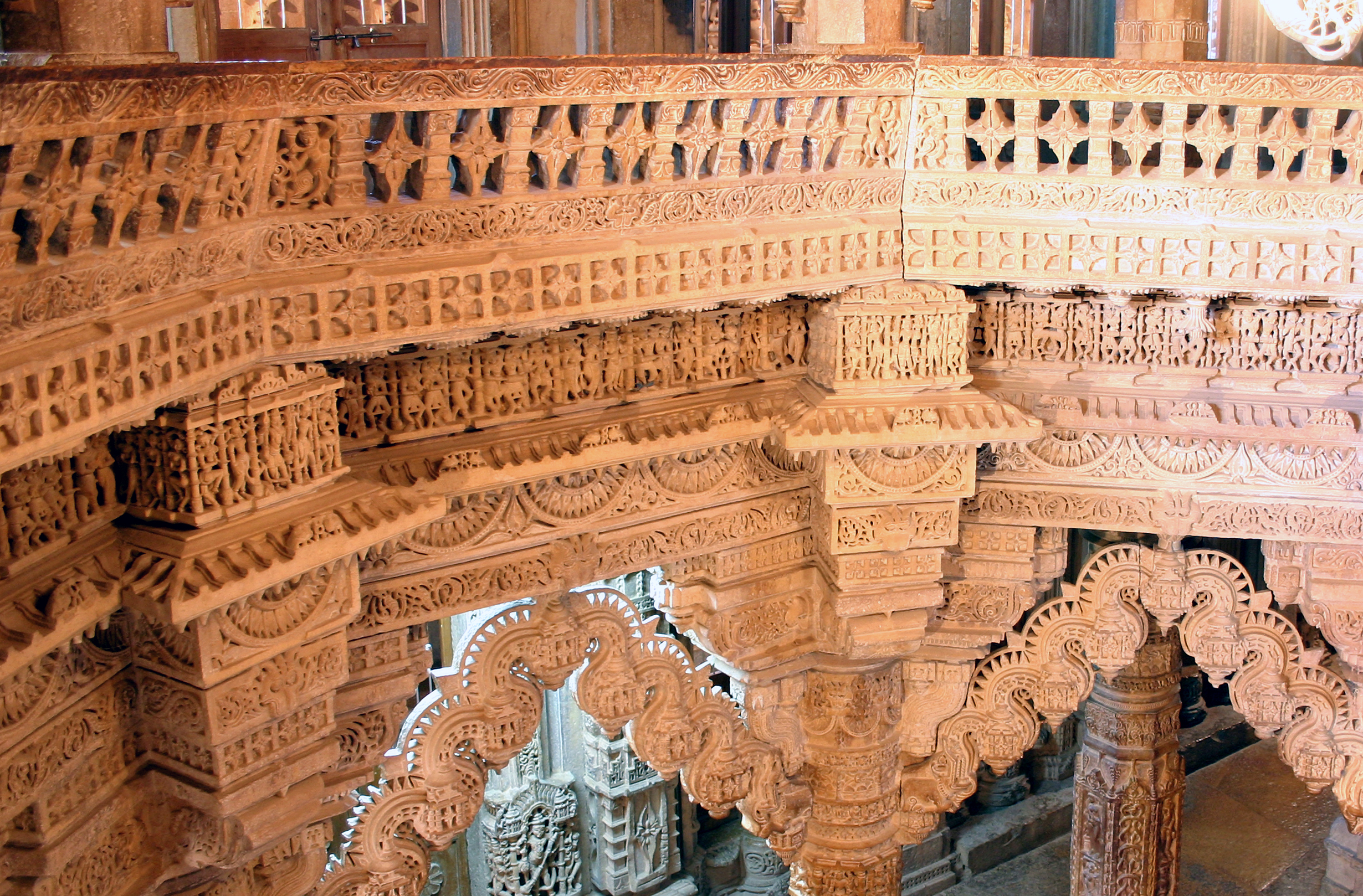
Reichhaltig verzierte Brüstung in einem Jain-Tempel in Jaisalmer

Nach Parshvanata soll der Berg Parasnath benannt sein, auf dem er der Legende nach sein Nirwana erreichte. Mit seinen 24 Tempeln, die die 24 Tirthankaras symbolisieren, ist der Berg ein bedeutender Pilgerort.
Andere bekannte Jain-Heiligtümer sind
- der Shatrunjaya Hill bei Palitana (Gujarat) mit nahezu 1000 Tempeln,
- die Dilwara-Tempel bei Mount Abu (Rajasthan),
- der Adinath-Tempel in Ranakpur (Rajasthan),
- das Bahubali/Gomateshvara-Heiligtum von Shravanabelagola (Karnataka).

Aber auch in den meisten größeren Städten Indiens gibt es Jain-Tempel.

## Religionsgeschichte
Der Jainismus hat wie der Buddhismus seine Wurzeln im Brahmanismus, der Vorgängerreligion des Hinduismus. Nach der Überlieferung der Gemeinde war der erste Tirthankara Rishabha oder Adinath (um 1500 v. Chr.), ein Asket in der Stadt Pithunda, die Mahapadma Nanda später zerstörte. Aus der mythologischen Kette der 24 jainistischen Propheten lassen sich die letzten beiden, Parshvanata und Mahavira, vielleicht sogar historisch belegen.
Parshvanata oder Parsnath, der 23. Tirthankara (um 870 v. Chr.) war der Sohn eines Königs von Benares. Er sagte dem Reichtum ab, wurde Asket und erhielt ein absolutes Wissen. Er gründete acht Gemeinden, woraus möglicherweise auch Mahavira hervorging, und soll im Alter von 100 Jahren gestorben sein.
Vardhamana Mahavira, Sohn des Königs Siddhartha, wurde in Kundalpur im Königreich Vaishali (heute Bihar) geboren. Einige Quellen datieren seine Geburt auf 599 v. Chr., also vor Buddha (ca. 560 v. Chr.), andere gehen davon aus, dass Mahavira jünger als Buddha sei und 539 oder 549 v. Chr. geboren worden sei. Mahaviras Mutter Trishala war im Traum die messianische Mission Mahaviras vorhergesagt worden – eine deutliche Parallele zum Traum Mayas, der Mutter Buddhas. Ähnlich wie Buddha verließ Mahavira im Alter von 28 bis 30 Jahren seine Familie sowie das Königreich, ließ alles zurück und wurde Asket. Zwölf Jahre lebte er zurückgezogen in Wald- und Bergregionen und führte ein Leben in mönchischer Existenz, bis er in die Gesellschaft zurückkehrte, um seine Lehren zu verkünden.
Im Gegensatz zum Buddhismus richtet sich der Jainismus nicht als Reaktion gegen den Adel der brahmanischen Gesellschaft, sondern sieht sich eingebettet in die traditionellen philosophischen Überzeugungen. Mahavira war einerseits der Begründer einer neuen eigenständigen Lehre, suchte andererseits Reformen des bestehenden Systems. Der Hinduismus sah in der neuen Lehre aufgrund ihres Rigorismus keine Konkurrenz.
Der erste König des Maurya-Reichs im 4. Jahrhundert v. Chr., Chandragupta Maurya, soll im Alter seinen Thron verlassen haben und jainistischer Asket geworden sein. Nach dieser Zeit verbreitete sich der Jainismus in Südindien, wohin ein großer Teil der Gemeinde auswanderte. Viele indische Könige bekehrten sich zum Jainismus und unterstützten ihn. Auch im Osten Indiens in Andhra Pradesh und Orissa, dem Wirkungsbereich Mahaviras, blühte der Jainismus. Im westlichen Indien etablierte er sich in Gujarat unter der Herrschaft Kumarpals.
Die islamische Invasion im 13. Jahrhundert behinderte die Ausbreitung des Jainismus, führte aber nicht zu seinem Verschwinden, da eine hohe Selbstdisziplin und mönchisches Engagement für Resistenz sorgten. Eine Angleichung an den Hinduismus war im Mittelalter die Übernahme von Kastenregeln in abgeschwächter Form.

## Philosophie

Die Swastika, eines der meistverwendeten Symbole des Jainismus

Der Jainismus geht davon aus, dass sich in der Welt zwei Prinzipien gegenüberstehen: Geistiges und Ungeistiges. Das Geistige beruht auf einer unendlichen Anzahl individueller Seelen (Jiva). Das Ungeistige umfasst die fünf Kategorien: Bewegung, Ruhe, Raum, Stoff und Zeit. Alles Stoffliche ist beseelt, nicht nur Menschen und Tiere, sondern auch Pflanzen oder Wasser.
Die ursprüngliche Reinheit und Allwissenheit der Seele (Jiva) wird jedoch durch feinstoffliche Substanzen, die als Folge von Karma eindringen, getrübt. Der Jiva lässt sich nach dem jeweiligen Reinheitsgrad durch farbliche, olfaktorische, haptische sowie geschmackliche Abstufungen kategorisieren, wobei z. B. das mögliche Farbspektrum des Jiva von Schwarz, Dunkelblau über Taubengrau, Feuerrot, Gelb bis Weiß reicht. So attestiert eine gelbe Geistesmonade dem Träger ausgeglichene Wesenszüge. Jedwede karmische Tat, ob beabsichtigt oder nicht, zwingt zum Verbleib im Kreislauf der Wiedergeburten (Samsara), bis alles Karma getilgt ist.
Eine Reinigung der Seele wird im Jainismus durch sittliche Lebensweise und strenge Askese erreicht. Ist eine Seele von allen Verunreinigungen befreit, so steigt sie in den höchsten Himmel auf, um dort in ruhiger Seligkeit zu verharren. Dieses Stadium erreichen jedoch nicht alle Seelen. Die abhavya jivas („unfähigen Seelen“) können aufgrund ihrer natürlichen Veranlagung nie aus dem Samsara befreit werden.
Schlussendliches Ziel ist das Erreichen des Moksha, die Freiheit von Geburt, Leiden und Tod.

## Ethik
Die drei universellen ethischen Grundprinzipien, bezeichnenderweise auch als die Kleinen Gelübde (Anuvratas) der Laienanhänger des Jainismus genannt, sind Ahimsa (Gewaltlosigkeit gegenüber allen immanent beseelten Existenzformen), Aparigraha (Unabhängigkeit von unnötigem Besitz) und Satya (Wahrhaftigkeit).
Jain-Nonnen und -Mönche nehmen bei ihrer Ordination die folgenden fünf Großen Gelübde (Mahavratas) auf sich:
1. Ahimsa (Ablassen von Töten und Verletzen von Lebewesen),
2. Satya (Verzicht auf nicht wahrheitsgemäße Rede),
3. Asteya (sich nicht an fremdem Eigentum vergreifen),
4. Brahma (keine unkeuschen Beziehungen eingehen),
5. Aparigraha (nur lebensnotwendige Güter besitzen).[8][9]

Wegen des Ideals der Nichtverletzung von Lebewesen ernähren sich Jainas so, dass keine Tiere dafür leiden oder sterben müssen und Pflanzen nur im unvermeidlichen Maß geschädigt werden. Sie ernähren sich üblicherweise (lakto-)vegetarisch, manche auch vegan. Die indische Stadt Palitana wurde zur vegetarischen Stadt erklärt, da dort viele Jainas leben. Jainas tragen keine Kleidungsstücke, die ganz oder teilweise aus Materialien von Tieren hergestellt wurden, wie z. B. Gürtel oder Schuhe. Viele laufen auch barfuß, damit sie nichts tottreten. Manche, insbesondere Mönche, fegen mit einem (eher einem Staubwedel gleichenden) weichen Besen unentwegt die Flächen vor und um sich herum von möglichen Insekten wie z. B. Ameisen frei, damit sie diese nicht versehentlich erdrücken könnten. Zudem tragen sie häufig ein Tuch vor dem Mund, um zu verhindern, dass ihnen ein Insekt in den Mund fliegen und dadurch sterben könnte. Aus dem Verhältnis zu Lebewesen gingen im Jainismus auch Tierschutzhäuser und Vogel-Hospitäler (pāñjrāpoļs) hervor. Daneben setzten Anhänger sich in der Geschichte immer wieder gegen rituelle Schlachtungen ein. Lebewesen werden anhand von einer fünfsinnigen ontologischen Hierarchie eingeteilt (nicht zu verwechseln mit den vier Daseinsformen – tierlich, menschlich, himmlisch und höllisch). Die Verletzung eines Lebewesens verursacht in dieser gestaffelten Form unterschiedliche karmische Kosten.
Bedingt durch diese Prinzipien üben Anhänger des Jainismus nicht jeden Beruf aus, weshalb sie beispielsweise oft im Handel und im Bankgewerbe (z. B. Anshu Jain), d. h. in den Städten arbeiten. Wegen der Strenge der Lebensführung war die Jaina-Gemeinde nie sehr groß. Die Laien konnten wegen des Gewaltlosigkeitsgebots weder in der Landwirtschaft arbeiten (beim Pflügen könnten Lebewesen verletzt werden), noch durften sie sich dem Kriegshandwerk widmen.
Dieser ethische Rigorismus, der zugleich – auch ohne christliche Erlöserfigur – einen starken soteriologischen Charakter in sich trägt, führt zuweilen bei älteren durch Tapas-Übungen (Kasteiungen und meditative Praktiken) geläuterten Jain-Mönchen im Extremfall so weit, dass sie sich durch Samlekhama (Hungerfasten und körperliche Passivität) gänzlich der Welt entäußern, da nur so der Jiva von neuerlichen karmischen Verunreinigungen (ob positiver oder negativer Natur) bewahrt bleibt.

## Schulen
Jainas bilden nach ihrer Religionsauffassung zwei Sekten, die Digambaras, „Luftgewandeten“ in den südlichen Regionen des indischen Subkontinents, deren Mönche den Abbildungen ihres Stifters Mahavira entsprechend traditionell in gänzlicher Nacktheit leben, und die Shvetambaras, die „Weißgekleideten“ mehrheitlich in den nördlichen indischen Bundesstaaten.
Die ersichtlichen Differenzen liegen vor allem im doktrinären Traditionsverständnis, das sich aus der jeweiligen Interpretation, Auslegung sowie des erhobenen Autoritätsanspruches des Schrifttums ergibt. So vertritt größtenteils nur die Sekte der Shvetambaras den Standpunkt, dass der Kanon, d. h. die Sutren und Agamas, in den Geltungsbereich eines heiligen Schriftkorpus anzusiedeln sei.

## Zeitliche Einordnung
Nach der Ansicht einiger Anhänger des Jainismus gehen die Ursprünge auf die nichtarische Zeit, die sogenannte dravidische Periode im 3. oder 4. Jahrtausend v. Chr. zurück. Mahavira stellte demnach nur den letzten einer langen Reihe von Jaina-Lehrern dar. Wie auch im Hinduismus schätzen die Anhänger des Jainismus die eigene Religion somit als wesentlich älter als Religionswissenschaftler und Indologen ein.
Die heterodoxe Religion bzw. Schule (Darshan) – da sie die Veden nicht anerkennt – wurde von den Brahmanen zwar immer bekämpft, konnte sich aber nach einer Blütezeit im Mittelalter bis heute halten.

## Audio
- Jainismus Du sollst keine Tiere essen, 8 Minuten Audio-Version, von Christian Röther, Deutschlandfunk 9. Juli 2020